# Thiên ngoại phi tiên
Thiên ngoại phi tiên (Dịch nghĩa là "Bên ngoài bầu trời có tiên bay") (Hán ngữ: "天外飛仙") (Các tên tiếng Anh của bộ phim: The Little Fairy, Fairy From Wonderland hay Seven of the Sky) 2006 là bộ phim tình cảm võ hiệp cổ trang thần thoại (tổng cộng 39 tập phim với bản phát sóng tại Trung Quốc, 23 tập với bản phát sóng tại Đài Loan và 30 tập với bản phát sóng tại Singapore) kể về chuyện tình đẹp đẽ của chàng Đổng Vĩnh và nàng tiên nữ bướng bỉnh Thất công chúa Tiểu Thất, một trong những câu chuyện tình đẹp nhất của Singapore, Trung Quốc và Đài Loan. Cốt truyện được chuyển thể từ truyện dân gian Thiên tiên phối, kể về Đổng Vĩnh người thời Đông Hán rất có lòng hiếu thảo, cảm động cả trời đất khiến Thất tiên nữ hạ phàm giúp đỡ, yêu thương Đổng Vĩnh. Truyện dân gian này được chuyển thể thành phiên bản hiện đại của một bộ phim truyền hình Thiên ngoại phi tiên 2006 này. Đạo diễn, nhà sản xuât Lý Quốc Lập (là đạo diễn của bộ phim Tiên kiếm kỳ hiệp 2005) làm nhà sản xuất cho bộ phim này. Bộ phim may mắn có được sự kết hợp hoàn mỹ của cặp đôi tiên đồng ngọc nữ Hồ Ca và Lâm Y Thần. Bộ phim được khởi quay từ tháng 3 năm 2005 đến tháng 5 năm 2005 (phát sóng năm 2006) bởi ba hãng phim của Singapore, Trung Quốc và Đài Loan (hãng phim Mediacorp của Singapore, hãng phim Đường Nhân Thượng Hải của Trung Quốc và hãng HIM International Music của Đài Loan).

## Nội dung
Đổng Vĩnh là một chàng thư sinh hiền lành, tốt bụng và siêng năng sinh ra vào thời Đông Hán, là một người con hiếu thảo và là một học sinh chăm chỉ khiến cha mẹ anh rất tự hào. Thất công chúa, lấy tên là Ngọc Tiểu Thất, con gái thứ 7 của Ngọc Hoàng đại đế (Ngọc Hoàng đại đế có 7 người con gái đại diện cho 7 sắc cầu vồng), xuống trần gian, đến huyện Thiên Thừa để gặp lại tình cũ của chị gái thứ hai (Nhị công chúa - Ngọc Tiểu Nhị) là Lao phu tử Lao Hân Vinh, muốn Lão phu tử viết giấy "Ta không yêu nàng" để Tiểu Thất mang lên cho Nhị công chúa dứt bỏ mối tình 50 năm qua (khi đó Nhị công chúa đang bị giam ở U Minh Viên trên thiên đình suốt 50 năm - 50 năm tính theo trần gian). Tiểu Thất gặp Đổng Vĩnh, được Đổng Vĩnh chăm sóc nên bắt đầu rung động với Đổng Vĩnh. Đổng Vĩnh yêu Tiểu Thất ngay từ cái nhìn đầu tiên. Ngọc Hoàng đại đế phát hiện Tiểu Thất tự ý hạ phàm 3 ngày (3 ngày tính theo trần gian) nên phái Nhị lang thần bắt Tiểu Thất về trời.
Không biết ý định của Tiểu Thất, Ngọc Hoàng đại đế xem đây là cơ hội để Tiểu Thất học hỏi thêm về con người vì cô rất ngỗ ngược, bướng bỉnh, ngang ngạnh và vô tư so với những cô con gái khác, thường xuyên phá rối phép tắc trên thiên đình (do Vương Mẫu nương nương quá cưng chiều cô từ nhỏ). Tiểu Thất bị Ngọc Hoàng đày xuống trần gian nửa năm (nửa năm tính theo trần gian), mất hết phép thuật. Sau đó Ngọc Hoàng thay đổi kỳ hạn nửa năm của Tiểu Thất sang một điều kiện khác: cô phải làm 100 việc tốt mới có thể phục hồi lại phép thuật được và mới được quay về thiên đình. Ngọc Hoàng đại đế chọn gia đình Đổng Vĩnh, vì thấy Đổng Vĩnh là một người tốt và mong rằng gia đình có thể hướng dẫn Tiểu Thất trở nên hiếu thảo hơn. May mắn thay, Đổng Vĩnh tình cờ là một trong những học sinh của Lao phu tử Hân Vinh và Tiểu Thất có thể hiểu thêm về tình yêu của Lao phu tử và chị gái của Tiểu Thất nhiều hơn. Thời gian ở dưới trần, Tiểu Thất vẫn nghịch ngợm, bướng bỉnh. Nhưng ai ngờ Đổng Vĩnh và Tiểu Thất đã yêu nhau, điều bị cấm trên Thiên đình và lặp lại lịch sử bi thảm nhưng cảm động của Lão phu tử (thầy của Đổng Vĩnh) và Nhị công chúa (Ngọc Tiểu Nhị). Dù Tiểu Thất ở dưới trần gian mới hơn 2 tháng, Vương mẫu nương nương vẫn phái Nhị lang thần bắt Tiểu Thất về trời lần 2. Khi đó còn có một con Ly miêu bị nhốt tại U Minh Viên trên thiên đình vì nó đã bí mật xuống trần gian nhiều lần. Sau khi Nhị công chúa được thả ra ngoài, Ly miêu được Nhị công chúa bí mật thả ra. Ly miêu xuống trần gian biến thành một mỹ nữ tên là Hương Tuyết Hải, muốn thành người bình thường và thoát khỏi sự ràng buộc của thiên đình nên đã đi đến Tây Vực, giao sinh mạng cho Xà ma của Sinh Mệnh Thụ (cây Sinh Mệnh) ở Tây Vực rồi đi lấy trái tim của năm mươi nam nhân tài hoa.
Sau đó cả nhà Đổng Vĩnh bị Huyện lệnh (cha của Thúy Nương) và Phó Thiện (cha của Phó Nguyên Bảo) hãm hại, mất nhà cửa, mất phường dệt Đổng Gia chức phường. Cha mẹ Đổng Vĩnh bị chết cháy trong một trận hỏa hoạn, Đổng Vĩnh phải bán thân làm nô lệ 3 năm cho Phó Thiện để Phó Thiện chi tiền xây mộ cho cha mẹ chàng và chàng dự định sau khi làm nô lệ hết 3 năm thì sẽ tự tử để kết thúc cuộc đời tăm tối này. Tiểu Thất trên thiên đình nghe tin thì đau xót, lại tự ý hạ phàm lần 3 để giúp đỡ Đổng Vĩnh dệt 18 tấm lụa dương cầm trong vòng 1 đêm nhằm giảm thời hạn làm nô lệ của Đổng Vĩnh từ 3 năm xuống còn 3 tháng. Tiểu Thất sau đó giúp Đổng Vĩnh xây sửa nhà lại cho Phó Thiện trở nên đẹp đẽ hơn, y như hoàng cung chỉ trong vòng 1 đêm. Đổng Vĩnh được Phó Thiện giảm thời hạn làm nô lệ từ 3 tháng xuống còn 1 tháng. Sau đó Đổng Vĩnh thoát hẳn kiếp nô lệ, được Phó Thiện trả lại nhà cửa, phường dệt Đổng Gia chức phường. Đổng Vĩnh cực kỳ cảm kích Tiểu Thất và yêu thương Tiểu Thất nhiều hơn trước.
Đồng thời, Đổng Vĩnh, Tiểu Thất và những người bạn của họ (Phó Nguyên Bảo, Mã Na Na, Tân Ba) đang thực hiện một nhiệm vụ ngăn chặn một cặp tình nhân đang vượt qua các vì sao khác. Đó là bạn cùng lớp của Đổng Vĩnh tên là Thượng Quan Hạo Kỳ và Hương Tuyết Hải (một con Ly miêu mang hình dạng con người hạ phàm trước đó, yêu Hạo Kỳ, hợp tác cùng Hạo Kỳ lấy trái tim người khác). Hành trình tìm kiếm tự do và sự ích kỷ của Thượng Quan Hạo Kỳ và Hương Tuyết Hải đã vô tình gây ra những án mạng tàn khốc tại huyện Thiên Thừa. Chuyện lọt đến tai thiên đình và Ngọc Hoang đại đế phái Quan Âm đại sư cùng Thổ địa công công xuống huyện Thiên Thừa giải quyết vụ Thượng Quan Hạo Kỳ và Hương Tuyết Hải. Đồng thời Ngọc Hoàng đại đế còn phái Nhị lang thần xuống trần gian chia rẽ Đổng Vĩnh và Tiểu Thất khi Ngọc Hoàng đại đế biết Tiểu Thất đã hạ phàm (lần 3) cùng Đổng Vĩnh yêu nhau hơn 1 năm trời (1 năm tính theo trần gian). Sau khi Thượng Quan Hạo Kỳ, Hương Tuyết Hải ăn năn về những hành vi xấu xa của họ, Tiểu Thất bị Nhị lang thần bắt về trời lần 3 và bị Ngọc Hoàng đại đế tạm giam 3 này (3 ngày tính theo thiên đình, tương đương 3 năm dưới trần gian) ở nơi gần Mặt trời nhất.
Đổng Vĩnh biết tin Tiểu Thất bị Ngọc Hoàng trừng trị, sợ Tiểu Thất bị Mặt Trời thiêu đốt thì nhờ Thổ địa công công chỉ cách lên thiên đình cứu Tiểu Thất. Thổ địa công công rất thương Tiểu Thất nên chỉ cho Đổng Vĩnh cách lên thiên đình: Thì ra cuối chân trời, góc biển (Thiên nhai hải giác) mới có chốn thần tiên, ở chốn thần tiên có một loài cây thiêng gọi là Mã Tang Thụ - cây kết nối trời và đất, chỉ cần người phàm có ý chí vô song, họ có thể đi dọc theo nấc thang này để lên thiên đình. Đổng Vĩnh, Thượng Quan Hạo Kỳ và Phó Nguyên Bảo phải chịu đựng một loạt các hiểm nguy trên đường lên thiên đình, suýt mất mạng nhiều lần. Với sự giúp đỡ của Quan Âm đại sư và các tiên nữ, Đổng Vĩnh đã tìm thấy Thiên nhai hải giác (chân trời góc biển). Thượng Quan Hạo Kỳ và Phó Nguyên Bảo giữ chân thần hộ mệnh ở cổng Tiên cảnh giúp Đổng Vĩnh tiến vào Tiên cảnh, và Đổng Vĩnh tìm thấy cây Mã Tang Thụ huyền thoại! Nhị lang thần lúc này cũng cảm động tình cảm Đổng Vĩnh dành cho Tiểu Thất nên đã giúp cho Đổng Vĩnh đi thẳng đến thiên đình. Đổng Vĩnh đã trải qua 99 ngày (99 ngày tính theo trần gian) không ngủ nghỉ đã đến được thiên đình. Sau đó Đổng Vĩnh rất sắc sảo trong lời nói đã vượt qua những lý lẽ khó cãi của Ngọc Hoàng đại đế để giành được sự đồng ý của Ngọc Hoàng đại đế và Thiên đình về mối lương duyên của Đổng Vĩnh với Tiểu Thất.

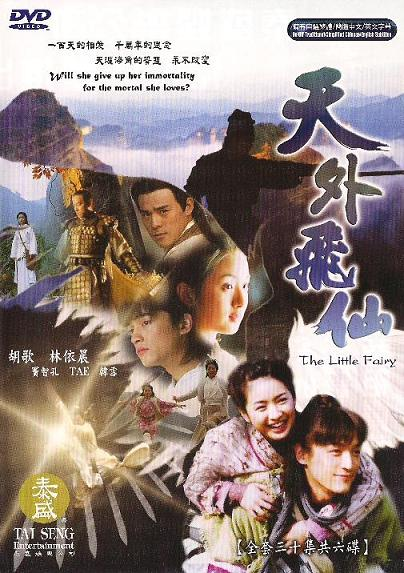
Áp phích bộ phim Thiên ngoại phi tiên 2006

Cuối cùng, Ngọc Hoàng đại đế cũng nhìn thấy giá trị của Đổng Vĩnh và cho phép con gái Tiểu Thất của mình xuống trần gian lần 4 để kết hôn với người phàm Đổng Vĩnh, nhưng với điều kiện họ chỉ được ở bên nhau trong vòng 100 ngày (100 ngày dưới trần gian, không phải 100 ngày trên thiên đình). Sau 77 ngày sống vui vẻ bên nhau, Tiểu Thất phát hiện bản thân có thai với Đổng Vĩnh khi cô dẫn Lý Trại Kim đi khám thai (Lý Trại Kim mang thai con của Thượng Quan Hạo Kỳ, khi đó Hạo Kỳ đã chết tại cổng Tiên cảnh). Tiểu Thất và Đổng Vĩnh nhờ Thổ Địa công công lên thiên đình mang chuyện Tiểu Thất có thai với Đổng Vĩnh ra cầu xin Ngọc Hoàng đại đế cho họ bên nhau suốt đời suốt kiếp cùng nuôi con. Tuy nhiên Ngọc Hoàng đại đế đã từ chối họ, buộc Tiểu Thất sau 100 ngày dưới trần gian phải về thiên đình. Hết 23 ngày còn lại (hết 100 ngày), Đổng Vĩnh để mảnh giấy ghi "Ta không yêu nàng" vào bàn tay của Tiểu Thất khi Tiểu Thất đang ngủ rồi lặng lẽ rời đi, Tiểu Thất tỉnh lại đọc mảnh giấy thì biết ngay Đổng Vĩnh không muốn mình lưu luyến trần gian nên cùng Thổ địa công công về thiên đình.
Nhiều tháng sau khi Tiểu Thất rời đi, Tiểu Thất đã sinh ra một bé trai trên thiên cung. Vương mẫu nương nương và Ngọc Hoàng đại đế đều thống nhất không cho Tiểu Thất nhìn mặt con để khỏi lưu luyến và Ngọc Hoàng đại đế yêu cầu Quan Âm bồ tát giao đứa con mới sinh của Tiểu Thất cho Đổng Vĩnh dưới trần gian nuôi nấng. Tiểu Thất đau khổ khi không thấy mặt con trai mình nên đã thốt lên rằng: "Tiểu Thất còn tình cảm, Tiểu Thất không muốn làm tiên nữ nữa". Cả thiên đình đều suy nghĩ về câu nói này của Tiểu Thất. Bất chấp sự chia ly tiên phàm ngăn cách của họ, Đổng Vĩnh và Tiểu Thất thề sẽ không bao giờ ngừng yêu nhau, "Thiên nhai hải giác, chí tử bất du", cho dù điều đó có nghĩa là phải chờ đợi đến hàng ngàn kiếp sống. Họ tin rằng họ thực sự yêu nhau, và họ sẽ có thể gặp nhau vào một kiếp sống nào đó.
Mỗi ngày Đổng Vĩnh đều ẫm con và thắp đèn đường ở huyện Thiên Thừa như thói quen ngày trước chàng hay thắp đèn đường rồi dẫn Tiểu Thất về nhà. Tiểu Thất luôn ngồi trước cửa thiên đình, nhìn xuống huyện Thiên Thừa, quan sát đèn đường do Đổng Vĩnh thắp để xác định đường dẫn đến nhà của Đổng Vĩnh dưới trần gian. Đổng Vĩnh có dặn con trai rằng sau này chàng chết, con hãy thay chàng thắp đèn cho mẹ con trên trời thấy đường về nhà. 80 ngày trên thiên đình (80 năm dưới trần gian) trôi qua, Tiểu Thất tiếp tục ra cửa thiên đình nhìn xuống huyện Thiên Thừa nhưng không còn thấy đèn đường được thắp sáng nữa - Đổng Vĩnh đã qua đời, thọ 100 tuổi. Con trai của Đổng Vĩnh và Tiểu Thất đã không thay cha nó thắp đèn nữa. Ngọc Hoàng đại đế, Vương Mẫu nương nương, Thổ Địa công công và cả thiên đình đều đau lòng khi thấy Tiểu Thất cứ ngồi mãi ở cửa thiên đình nhìn xuống huyện Thiên Thừa dù Đổng Vĩnh đã qua đời. Tiểu Thất lúc đầu rất buồn nhưng sau đó dần dần nguôi ngoai.
Không phải là một sự lãng mạn thông thường
Không phải là một mối tình bình thường
Vượt qua thời gian
Vượt cả thiên địa
Một lý do đáng để ta chờ đợi
Đến năm 2004 (năm theo nội dung trong bộ phim) tại Thượng Hải, Trung Quốc, Đổng Vĩnh đã tái sinh thành một thanh niên đương thời sau gần 2000 năm. Ở một góc phố, nhân dạng hiện tại của Đổng Vĩnh đang nghe bản nhạc MP3 Tình yêu tiên phàm (Tiên phàm chi ái) (bản remix) trong album Thiên ngoại phi tiên điện thị nguyên thanh đới. Sau khi đi ngang qua Tiểu Thất (Tiểu Thất một lần nữa hạ phàm và định cư trong cõi phàm trần với tư cách là một thiếu nữ đương thời, ngụ ý rằng cô ấy đã từ bỏ sự bất tử và địa vị trên thiên đình của mình), tim của nhân dạng hiện tại của Đổng Vĩnh đập rộn ràng một lúc, và có vẻ như họ đã biết nhau. Và cậu thanh niên ấy quay lại, chạy đi tìm Tiểu Thất, và Tiểu Thất cũng dừng lại để tìm cậu thanh niên ấy. Họ nhìn nhau qua con đường, khóe miệng Tiểu Thất hơi nhếch lên nói: “Là anh ấy!”. Nhân dạng hiện tại của Đổng Vĩnh nhìn Tiểu Thất và cười xấu hổ!! Bất chấp việc Đổng Vĩnh vẫn còn những ký ức về người vợ từ kiếp trước của mình hay không, nhân dạng hiện tại của Đổng Vĩnh đã yêu Tiểu Thất ngay từ cái nhìn đầu tiên y như Đổng Vĩnh của gần 2000 năm trước, gợi ý rằng họ sẽ nối lại tình cảm của gần 2000 năm trước.
Bộ phim tươi vui, trong sáng nhưng rất cảm động. Đặc biệt ở đoạn cuối phim, mối tình Đổng Vĩnh và Tiểu Thất thật sâu đậm, đã khiến cho các khán giả phải rơi nước mắt.

## Một số thông tin khi quay phim
Sau thành công vang dội với bộ phim Hiệp ước tình yêu (Love Contract) 2004 (đạt rating cực cao nửa cuối năm 2004 ở Đài Loan) và ca khúc Cô đơn Bắc bán cầu (nhạc cuối bộ phim Hiệp ước tình yêu 2004) trở thành bài hit phổ biến khắp Đài Loan (đứng đầu bảng xếp hạng KTV và nhạc chuông trong 12 tuần lễ), nữ sinh viên Đại học Chính trị quốc gia Lâm Y Thần trở thành ngôi sao thần tượng của Đài Loan khi mới sang tuổi 22. Ngày 06/08/2004 Lâm Y Thần và Trịnh Nguyên Sướng bắt đầu những cảnh quay đầu tiên cho bộ phim Thơ ngây 1 (Ác tác kịch chi vẫn). Trong thời gian này, Lâm Y Thần cũng đi học võ karate để phòng thân, vừa giúp ích cho những vai diễn của cô có cảnh đánh đấm sau này.
Đến tháng 3/2005 Lâm Y Thần phải tạm ngưng quay Thơ ngây 1 để đại diện cho hãng HIM International Music của Đài Loan sang Trung Quốc tham gia bộ phim Thiên ngoại phi tiên 2006 (đóng cặp với Hồ Ca). Đi cùng Lâm Y Thần sang Trung Quốc quay Thiên ngoại phi tiên 2006 là nữ diễn viên Ổ Sảnh Sảnh và nam diễn viên Đậu Trí Khổng.
Cùng tuổi với Lâm Y Thần nhưng Hồ Ca khi ấy chỉ là diễn viên mới nổi ở Trung Quốc sau vai Lý Tiêu Dao trong bộ phim Tiên kiếm kỳ hiệp 2005, còn Lâm Y Thần ở Đài Loan đã trở thành ngôi sao thần tượng hạng A khi đang là sinh viên Đại học. TAE (Đường Thần Vũ) của Thái Lan, Trịnh Tuyết Nhi, Quách Phi Lệ (khi ấy Quách Phi Lệ đang nổi tiếng nhờ vai Ân Tố Tố trong Ỷ Thiên Đồ Long ký) và Trần Tú Lệ (khi ấy Trần Tú Lệ đang nổi tiếng nhờ vai Tiểu Chiêu trong Ỷ Thiên Đồ Long ký) của hãng phim Mediacorp Singapore cùng sang Trung Quốc tham gia bộ phim này. Ngoài ra còn có Tạ Quân Hào, Từ Cẩm Giang (khi ấy Từ Cẩm Giang đang nổi tiếng nhờ vai Tạ Tốn trong Ỷ Thiên Đồ Long ký) của Hồng Kông cũng vào Trung Quốc đại lục tham gia bộ phim.
Ca sĩ Hàn Tuyết của Trung Quốc cũng tham gia bộ phim Thiên ngoại phi tiên này với vai Hương Tuyết Hải. Hàn Tuyết được mệnh danh là mỹ nữ không bao giờ chịu đóng cảnh hôn môi diễn viên nam. Hầu như trong các bộ phim mà cô tham gia, cô không hề hôn môi diễn viên nam nào cả. Với gia thế nhà cô là Đại tá nên các đạo diễn, nhà sản xuất không dám ép cô phải bỏ quy tắc không hôn môi diễn viên nam của cô. Trong phim Thiên ngoại phi tiên này có cảnh ân ái giữa Hương Tuyết Hải và Thượng Quan Hạo Kỳ (Đậu Trí Khổng thủ vai). Khi Hạo Kỳ muốn hôn môi Tuyết Hải thì Tuyết Hải ngăn lại và nói rằng cô còn là yêu quái nên nếu hôn môi cô sẽ mất mạng. Thực tế đây là biên kịch thêm tình tiết này vào vì biết Hàn Tuyết không chịu hôn môi Đậu Trí Khổng.
Trong chương trình Kịch Huyền Mãn Thiên Tinh ngày 26/1/2006 Lâm Y Thần và Hồ Ca có chia sẻ rằng khi quay bộ phim Thiên ngoại phi tiên này, Lâm Y Thần là người bay nhiều nhất: Thứ hai hàng tuần cô quay phim từ 6h sáng đến 11h trưa, sau đó 14h cô bay sang Hồng Kông, rồi mới bay về Đài Loan để chiều tối kịp tham gia lớp học ở Đại học của cô (từ sáng thứ ba đến sáng thứ năm hàng tuần cô cũng cố gắng quay vài cảnh cho Thơ Ngây 1), đến tối thứ 5 sau khi học xong, cô liền bay sang Hồng Kông, rồi bay tiếp sang Trung Quốc, chỉ có từ thứ sáu đến chủ nhật là cô toàn tâm quay bộ phim Thiên ngoại phi tiên này. Một lần vào trưa ngày thứ hai, đoàn phim chuẩn bị cho cảnh quay Lâm Y Thần và Hồ Ca tắm mưa vào buổi trưa trong phim, nhưng gặp trục trặc, đến 11h đoàn phim mới chuẩn bị xong để quay. Hồ Ca lo Lâm Y Thần quay xong trễ giờ bay về Đài Loan là phải nghỉ học buổi hôm đó nên đã lớn tiếng bảo Lâm Y Thần cứ ra sân bay đi, cảnh này để sang thứ sáu rồi quay nhưng Lâm Y Thần từ chối. Lâm Y Thần cho rằng đoàn phim đã vất vả chuẩn bị cho cảnh quay thì cứ quay, nếu trễ chuyến bay, cô sẵn sàng nghỉ học hôm đó. Hồ Ca khâm phục sự yêu nghề của Lâm Y Thần. Và may mắn là cảnh quay dưới mưa vào 11h trưa hôm đó diễn ra nhanh chóng, không cần quay đi quay lại nhiều lần. Vừa quay xong, xe đón Lâm Y Thần ra sân bay đến nơi, Lâm Y Thần liền tạm biệt đoàn phim để ra sân bay với bộ đồ ướt sũng để bay về Đài Loan đi học. Cô lên máy bay khi toàn thân vẫn ướt sũng, rồi phải bay trung chuyển qua Hồng Kông nữa, mới bay về Đài Loan.
Những ngày mà Lâm Y Thần bận quay phim ở Trung Quốc mà không về được Đài Loan đi học, một số bạn học của cô ấy trong Khoa Văn học Hàn Quốc tại Đại học Chính trị Quốc gia đã tích cực chép bài dùm cho cô ấy, để khi cô ấy về Đài Loan có nội dung để ôn thi tốt nghiệp Đại học. Thời gian đó (trong tháng 3 năm 2005), đoàn phim Thần điêu đại hiệp mời Lâm Y Thần vào vai Tiểu Long Nữ nhưng bị cô từ chối ngay vì hai bộ phim Thiên ngoại phi tiên và Thơ Ngây của cô chưa quay xong, cộng với việc cô còn phải đi học Đại học. Sau đó Lưu Diệc Phi (nhỏ hơn Lâm Y Thần 5 tuổi) được chọn vào vai Tiểu Long Nữ.
Ở cảnh quay Hồ Ca và Lâm Y Thần gặp nhau trên con đường của Thượng Hải vào tháng 5 năm 2005 (cảnh quay 2000 năm sau Tiểu Thất gặp lại nhân dạng hiện tại của Đổng Vĩnh), Lưu Diệc Phi đến phim trường thăm Hồ Ca (hai người từng đóng cặp với nhau trong Tiên kiếm kỳ hiệp 2005) và khoe với Hồ Ca và Lâm Y Thần rằng cô đã được trao cho vai Tiểu Long Nữ trong Thần điêu đại hiệp rồi. Lưu Diệc Phi còn chụp hình kỷ niệm với Hồ Ca. Trong khi đó đài GTV Đài Loan bao quanh phỏng vấn Lâm Y Thần sau 3 tháng quay Thiên ngoại phi tiên bên Trung Quốc.
Vì các diễn viên đến từ nhiều quốc gia cùng tham gia vào bộ phim nên cách phát âm tiếng phổ thông của họ không đồng nhất. Vì vậy các vai Ngọc Tiểu Thất (Lâm Y Thần thủ vai), Thượng Quan Hạo Kỳ (Đậu Trí Khổng thủ vai), Phó Nguyên Bảo (TAE thủ vai), Thúy Nương (Trần Tú Lệ thủ vai), Mã Na Na công chúa (Trịnh Tuyết Nhi thủ vai), Ngọc Tiểu Nhị (Quách Phi Lệ thủ vai), Lao phu tử Lao Hân Vinh (Tạ Quân Hào thủ vai), Ngọc Hoàng đại đế (Từ Cẩm Giang thủ vai), Vương mẫu nương nương (Ổ Sảnh Sảnh thủ vai) đều được các diễn viên lồng tiếng của Trung Quốc lồng tiếng phổ thông chuẩn âm lại trong bộ phim (trong đó vai Ngọc Tiểu Thất của Lâm Y Thần được nữ diễn viên lồng tiếng nổi tiếng Hoàng Di Tình 黄怡晴 của Trung Quốc đảm nhận).
Tháng 5/2005 Lâm Y Thần quay xong Thiên ngoại phi tiên thì lập tức về Đài Loan quay tiếp Thơ Ngây với Trịnh Nguyên Sướng và vừa phải học Đại học (ngành ngôn ngữ Hàn). Ngày 04/06/2005 Lâm Y Thần làm lễ tốt nghiệp cử nhân Đại học Chính trị quốc gia khoa Văn học Hàn Quốc. Ngày 08/08/2005 bộ phim Thơ Ngây 1 mới quay xong.

## Diễn viên
| Diễn viên         | Lý lịch                                                    | Vai diễn | Giới thiệu |
| Hồ Ca             | Ca sĩ, diễn viên Trung Quốc                                | Đổng Vĩnh/Địa Qua/Vĩnh Tài/Vĩnh Vĩnh Nhân dạng 2000 năm sau của Đổng Vĩnh | Chồng của Thất tiên nữ Ngọc Tiểu Thất, hiếu thuận với cha mẹ và lối xóm, giỏi giang. Con trai của Đổng Thiên Phát và Đổng Văn Sính Bạn chí cốt của Thượng Quan Hạo Kỳ và Phó Nguyên Bảo Được mọi người gọi bí danh khác là Địa Qua (Khoai Lang) vì nhà của Đổng Vĩnh có trồng địa qua (khoai lang) Làm thủ môn trong trò xúc cúc Yêu Tiểu Thất nhiều hơn sau mỗi lần cô hạ phàm và mỗi lần cô bị bắt về trời Bị huyện lệnh huyện Thiên Thừa và Phó Thiện hãm hại mất nhà cửa, mất phường dệt Đổng Gia chức phường, phải dựng nhà lợp lá ở tạm Cha mẹ là Đổng Thiên Phát và Đổng Văn Sính đều bị chết cháy khi ngôi nhà lợp lá bị hỏa hoạn Bán thân làm nô lệ cho nhà của Phó Thiện để Phó Thiện ra tiền xây mộ cho cha mẹ chàng, bị Phó Thiện đặt cho tên mới là Vĩnh Tài Được Tiểu Thất cứu thoát khỏi kiếp làm nô lệ, được trả lại nhà cửa, phường dệt Đổng Gia chức phường Được Mã Na Na công chúa gọi là Vĩnh Vĩnh khi cô ấy muốn chinh phục trái tim của Đổng Vĩnh Đón Phó Thiện và Phó Nguyên Bảo cùng về nhà để cưu mang họ khi họ tán gia bại sản Lên thiên đình làm cảm động Ngọc Hoàng đại đế, được Ngọc Hoàng đại đế cho thành thân với Tiểu Thất dưới trần gian trong vòng 100 ngày Có một đứa con trai với Tiểu Thất Hằng ngày ẫm con thắp đèn đường ở huyện Thiên Thừa để Tiểu Thất trên trời thấy đường về nhà Đổng Vĩnh, qua 80 năm Đổng Vĩnh qua đời, đèn đường không còn được thắp sáng nữa Gần 2000 năm sau tái sinh trở lại, gặp Tiểu Thất thì vẫn yêu cô ấy từ cái nhìn đầu tiên |
| Lâm Y Thần        | Ca sĩ, diễn viên Đài Loan                                  | Thất tiên nữ/Thất công chúa/Ngọc Tiểu Thất/Long Quang Bưu | Vợ của Đổng Vĩnh, kỳ dị và nghịch ngợm, từng giả trai với tên Long Quang Bưu Con gái út (con gái thứ bảy) của Ngọc Hoàng đại đế và Vương Mẫu nương nương Lấy tên là Ngọc Tiểu Thất khi hạ phàm Thích ăn địa qua (khoai lang) Làm tiền đạo trong trò xúc cúc Xuống trần gian 3 lần, bị bắt về trời 3 lần và tình cảm dành cho Đổng Vĩnh càng sâu đậm sâu các lần hạ phàm đó Được Ngọc Hoàng đại đế cho hạ phàm lần 4 thành hôn với Đổng Vĩnh trong vòng 100 ngày (sau khi Ngọc Hoàng đại đế được Đổng Vĩnh làm cảm động) Có một đứa con trai với Đổng Vĩnh Không được nhìn mặt con trai nên cô tuyên bố không muốn làm tiên nữ nữa Ngày ngày trên thiên đình (mỗi năm dưới trần gian) cô luôn ra ngồi ngay cửa thiên đình nhìn xuống huyện Thiên Thừa thấy Đổng Vĩnh thắp đèn đường mỗi đêm, đến ngày thứ 80 trên thiên đình (80 năm dưới trần gian) cô không còn thấy đèn đường dưới đó được thắp nữa, Đổng Vĩnh đã qua đời và cô dần nguôi ngoai Gần 2000 năm sau cô từ bỏ thân phận tiên nữ, hạ phàm lần 5 trở thành người phàm, gặp được nhân dạng hiện tại của Đổng Vĩnh và nối lại mối tình 2000 năm trước |
| Đậu Trí Khổng     | Diễn viên Đài Loan                                         | Thượng Quan Hạo Kỳ (con của Thượng Quan Nhu, cháu nội của Thượng Quan Văn Đình) Thượng Quan Văn Đình (cha của Thượng Quan Nhu, ông nội của Thượng Quan Hạo Kỳ) Thượng Quan Nhu (con của Thượng Quan Văn Đình, cha của Thượng Quan Hạo Kỳ) | Thượng Quan Văn Đình cứu Hương Tuyết Hải khi cô bị quan binh thiên đình truy bắt do cô hạ phàm trị thương cho Lao Hân Vinh Thượng Quan Nhu cứu Hương Tuyết Hải khi quan binh thiên đình truy bắt Sang đời Thượng Quan Hạo Kỳ thì gia thế suy tàn do cứu Hương Tuyết Hải, bản thân Hạo Kỳ có sinh mệnh nối liền với sinh mệnh của Hương Tuyết Hải Hạo Kỳ là bạn chí cốt của Đổng Vĩnh và Phó Nguyên Bảo, văn võ song toàn, đồng học giỏi nhất ở Bồi Anh thư viện Hạo Kỳ từng làm trọng tài trong trò xúc cúc Hạo Kỳ đưa dòng họ Thượng Quan nổi tiếng trở lại như ông cha ngày xưa khi đỗ Võ Trạng nguyên Yêu Lý Trại Kim nhưng Hạo Kỳ lấy Hương Tuyết Hải, thường xuyên ngoại tình với Trại Kim, sau đó mới biết bản thân cũng yêu Hương Tuyết Hải Hạo Kỳ giúp Hương Tuyết Hải đoạt mạng những nam nhân tài hoa trong huyện Thiên Thừa Hạo Kỳ từ bỏ 50 năm tuổi thọ để Thổ Địa công công chỉ cách cho Đổng Vĩnh lên thiên đình Hạo Kỳ bỏ mạng tại cổng Tiên cảnh khi giúp Đổng Vĩnh lên thiên đình đối thoại với Ngọc Hoàng đại đế |
| Hàn Tuyết         | Ca sĩ, diễn viên Trung Quốc                                | Ly miêu/Hương Tuyết Hải | Ly miêu bên cạnh Vương mẫu nương nương và các tiên nữ Mang ơn của Nhị công chúa nên luôn ra sức vì Nhị công chúa Tình nhân của Thượng Quan Hạo Kỳ Nhân chứng về tình yêu giữa Nhị công chúa và Lao Hân Vinh Giao sinh mệnh cho Sinh Mệnh Thụ (cây Sinh Mệnh) rồi đi lấy 50 trái tim của 50 nam nhân tài hoa Cuối cùng dùng mạng sống để hồi sinh Lý Trại Kim rồi bản thân bị tan thành tro bụi |
| Lữ Nhất           | Diễn viên Trung Quốc                                       | Lý Trại Kim | Con gái của Lý Mỹ Phụng Tình nhân của Thượng Quan Hạo Kỳ Xả thân cứu Hương Tuyết Hải và bị Mã Na Na công chúa giết chết Được Hương Tuyết Hải dùng mạng sống hồi sinh trở lại Mang thai con của Thượng Quan Hạo Kỳ sau khi được Hương Tuyết Hải cứu sống Thờ tro cốt và bài vị của Thượng Quan Hạo Kỳ trong nhà, mở lại Long Phụng Điếm |
| TAE               | Diễn viên gốc Trung Quốc mang quốc tịch Thái Lan           | Phó Nguyên Bảo/Bảo Bảo | Chồng của Thúy Nương, bạn chí cốt của Đổng Vĩnh và Thượng Quan Hạo Kỳ Là một thiếu gia giàu có, không có tài năng gì nhưng giỏi trong trò chơi xúc cúc (làm tiền đạo trong khi chơi xúc cúc) Con của Phó Thiện Lúc đầu thích Trại Kim, sau đó thích Tiểu Thất, rồi thích Mã Na Na công chúa, kết cục bị ép lấy Thúy Nương về làm vợ Cùng Thúy Nương dọn sang nhà Đổng Vĩnh khi thấy cha chỉ lo tiền bạc, không yêu thương anh ta Bị Thúy Nương nhỏ nước ma pháp vào mắt và yêu Thúy Nương Được Thúy Nương gọi là Bảo Bảo Khi thấy cha bị bán thân bất toại, bị nhân trong nhà vết sạch của cải, anh ta mới có hiếu với cha Rời bỏ Thúy Nương khi anh được hóa giải khỏi ma pháp, về nuôi cha, đón cha về sống cùng nhà với Đổng Vĩnh Đòi giết Mã Na Na công chúa khi biết Mã Na Na giết lầm Trại Kim, khi Trại Kim hồi sinh thì tha thứ cho Mã Na Na công chúa Nhanh trí dùng mưu giữ chân thần giữ cổng Tiên cảnh để giúp Đổng Vĩnh lên thiên đình Đón Thúy Nương và em trai của Thúy Nương về nhà Đổng Vĩnh cùng sinh sống, cùng làm việc tại phường dệt Đổng Gia chức phường sau khi thấy chị em cô phải làm ăn mày ngoài đường (do cha của họ bị chém đầu thị chúng, gia sản bị tịch thu) |
| Trần Tú Lệ        | Diễn viên Singapore gốc Trung Quốc mang quốc tịch Malaysia | Thúy Nương/Mật Đường | Vợ của Phó Nguyên Bảo Con gái của huyện lệnh huyện Thiên Thừa Bướng bỉnh nhưng rất thương em trai Viên Viên của cô Lúc đầu ghét Phó Nguyên Bảo, dần dần yêu thích Phó Nguyên Bảo Dùng nước ma pháp của Mã Na Na khiến Phó Nguyên Bảo yêu cô Được Phó Nguyên Bảo gọi là Mật Đường Tát vào mặt Phó Nguyên Bảo khiến ma pháp bị hóa giải, Phó Nguyên Bảo bỏ cô về nuôi người cha bán thân bất toại của anh ta Khi cha cô bị chém đầu thị chúng, gia sản bị tịch thu, cô và em trai Viên Viên ra đường làm ăn mày Được Phó Nguyên Bảo và Phó Thiện đón về nhà Đổng Vĩnh cùng sinh sống, cùng làm việc tại phường dệt Đổng Gia chức phường |
| Đặng Lập Dân      | Diễn viên Trung Quốc                                       | Huyện lệnh huyện Thiên Thừa | Cha của Thúy Nương và Viên Viên Lúc đầu dùng Lâm An nhất bá làm chuyện ác cho mình rồi đổ tội cho Lâm An nhất bá, khi bị Tri phủ phát hiện thì ông hợp mưu với Sư Gia, sai người giết chết Tri phủ Ông lại hợp mưu với Phó Thiện hại cả nhà Đổng Vĩnh tan cửa nát nhà, ép con trai của Phó Thiện là Phó Nguyên Bảo phải cưới Thúy Nương làm vợ Cuối phim, việc giết Tri phủ của ông bị Tri phủ mới phát hiện. Ông bị quan Tri phủ mới áp giải cùng Sư Gia về kinh thành và bị chém đầu thị chúng cùng Sư Gia. Gia sản của ông bị tịch thu |
| Từ Cẩm Giang      | Diễn viên Trung Quốc hoạt động tại Hồng Kông               | Ngọc Hoàng đại đế (Ngọc Vương Đệ) | Người cai quản thiên đình, cha của tất cả các tiên nữ, là người lo lắng cho Tiểu Thất nhiều nhất Vì muốn phục chúng nên ông luôn áp đặt các điều luật hà khắc lên các con gái của mình (Nhị công chúa và Thất công chúa), dù trong lòng ông không muốn Bị Tiểu Thất đặt cho cái tên là Ngọc Vương Đệ khi Đổng Vĩnh hỏi cha của Tiểu Thất tên gì? Phản đối Tiểu Thất yêu Đổng Vĩnh vì Đổng Vĩnh là người phàm, sẽ có ngày Đổng Vĩnh qua đời và Tiểu Thất mãi mãi đau khổ Về sau bị Đổng Vĩnh làm cảm động, ông phải đồng ý cho họ thành hôn nhưng chỉ 100 ngày sống cùng nhau dưới trần gian Thống nhất ý kiến với Vương Mẫu nương nương rằng không cho Tiểu Thất nhìn mặt con để khỏi lưu luyến |
| Ổ Sảnh Sảnh       | Diễn viên Trung Quốc hoạt động tại Đài Loan                | Vương Mẫu nương nương | Người đứng đầu các tiên nữ, mẹ của tất cả các tiên nữ, là người thương yêu Tiểu Thất nhất Lúc đầu phản đối Tiểu Thất yêu Đổng Vĩnh, sau đó tán thành Tiểu Thất yêu Đổng Vĩnh, che giấu Ngọc Hoàng đại đế Tham dự lễ thành hôn của Đổng Vĩnh và Tiểu Thất dưới trần gian Thống nhất ý kiến với Ngọc Hoàng đại đế rằng không cho Tiểu Thất nhìn mặt con để khỏi lưu luyến |
| Nhạc Dược Lợi     | Diễn viên Trung Quốc                                       | Đổng Thiên Phát | Cha của Đổng Vĩnh, ông chủ của phường dệt Đổng Gia chức phường Mười phần sợ vợ Bị huyện lệnh huyện Thiên Thừa và Phó Thiện hãm hại mất nhà cửa, mất phường dệt Đổng Gia chức phường, phải dựng nhà lợp lá ở tạm Chết cháy cùng vợ là Đổng Văn Sính khi ngôi nhà lợp lá bị hỏa hoạn |
| Lý Cần Cần        | Diễn viên Trung Quốc                                       | Đổng Văn Sính | Mẹ của Đổng Vĩnh, thích trang sức đắt tiền Đi chợ hay ép người bán phải bán hàng với giá rẻ nhất cho mình Ban đầu rất ghét Tiểu Thất, sau đó rất yêu quý Tiểu Thất Bị huyện lệnh huyện Thiên Thừa và Phó Thiện hãm hại mất nhà cửa, mất phường dệt Đổng Gia chức phường, phải dựng nhà lợp lá ở tạm Chết cháy cùng chồng là Đổng Thiên Phát khi ngôi nhà lợp lá bị hỏa hoạn |
| Tạ Quân Hào       | Diễn viên Hồng Kông                                        | Lao Hân Vinh/Lao phu tử | Phu tử dạy học ở Bồi Anh thư viện thuộc huyện Thiên Thừa Tiểu Thất hay gọi ông là Lão Đầu Tình nhân của Nhị công chúa Sau khi Lao Hân Vinh bị đánh bất tĩnh, Nhị lang thần bắt Nhị công chúa đem đi, Hương Tuyết Hải xuất hiện chữa trị cho Lao Hân Vinh khỏe lại Nổi tiếng bởi hai triết lý Yêu nhiều đến khi không yêu (hai người yêu nhau thật lòng, cho dù họ nói không yêu nhau, trong lòng họ tự biết rõ là cả hai yêu nhau là được) và Mỗi một người đều có hạt giống tình yêu (ai cũng có trái tim để yêu thương, đó là hạt giống tình yêu sẽ khiến rễ tình mọc lại dù rễ tình có bị Ngọc Hoàng đại đế nhổ đi bao nhiêu lần đi chăng nữa) 50 năm sau Hương Tuyết Hải giúp Lao Hân Vinh và Nhị công chúa gặp nhau ôn lại tình xưa Cuối cùng Hương Tuyết Hải đòi ông trả lại công ơn cô cứu chữa cho ông 50 năm trước. Ông chấp nhận để cho Hương Tuyết Hải moi tim mình ra và qua đời |
| Quách Phi Lệ      | Diễn viên Singapore mang quốc tịch Malaysia                | Nhị tiên nữ/Nhị công chúa/Ngọc Tiểu Nhị/Ngọc Tiểu Nhi | Con gái thứ hai của Ngọc Hoàng đại đế và Vương Mẫu nương nương Lấy tên là Ngọc Tiểu Nhị khi hạ phàm Lao Hân Vinh gọi cô là Ngọc Tiểu Nhi Tình nhân của Lao phu tử Bị Nhị lang thần bắt về thiên đình và bị Ngọc Hoàng đại đế giam trong U Minh Viên 50 năm (50 năm tính theo trần gian) Sau khi được thả ra, cô tiếp tục hạ phàm gặp Lao Hân Vinh Cuối cùng bị bắt về thiên đình và bị giam mãi mãi ở U Minh Viên về hai tội: tội tiếp tục cùng người phàm Lao Hân Vinh yêu nhau và tội thả Ly miêu (Hương Tuyết Hải) xuống trần gian khiến nó tác oai tác quái khắp nơi |
| Châu Đức Hoa      | Diễn viên Trung Quốc                                       | Lý Dũng | Bạn cùng lớp với Đổng Vĩnh, Thượng Quan Hạo Kỳ và Phó Nguyên Bảo Ban đầu thích Tiểu Thất, sau đó thích Hương Tuyết Hải Bị Thượng Quan Hạo Kỳ đâm chết, bị moi tim ra trao cho Hương Tuyết Hải Được Quan Âm đại sư siêu độ mới siêu thoát |
| Trịnh Tuyết Nhi   | Diễn viên Singapore                                        | Ha Cát Đa đại nhân/Mã Na Na công chúa | Công chúa Tây Vực Vì 12 vị huynh trưởng của cô trong 1 đêm đều bị Hương Tuyết Hải moi tim nên cô sang Trung thổ truy tìm hung thủ, cải trang thành nam nhân với tên Ha Cát Đa đại nhân Yêu thích Đổng Vĩnh Đau lòng vì Tân Ba qua đời, cô cố giết Hương Tuyết Hải nhưng giết nhầm Trại Kim Được Quan Âm đại sư cảm hóa, bỏ hết mọi hận thù Lặng lẽ về Tây Vực sau khi thấy Trại Kim được Hương Tuyết Hải cứu sống trở lại |
| Mâu Phượng Bân    | Diễn viên Trung Quốc                                       | Tân Ba | Thuộc hạ của Mã Na Na công chúa Yêu thầm Mã Na Na công chúa Vì muốn Hương Tuyết Hải cứu Mã Na Na công chúa nên anh ta tự dùng dao moi tim ra và chết |
| Triệu Lượng       | Diễn viên Trung Quốc                                       | Phó Thiện | Cha của Phó Nguyên Bảo Khi vợ ông mất, ông dày vò bản thân nhưng vì còn Nguyên Bảo nên ông ráng sống, kiếm tiền, dần trở thành nô lệ của đồng tiền, thương tiền hơn Nguyên Bảo, trở nên tham lan, xấu tính, keo kiệt Từng hợp mưu với huyện lệnh huyện Thiên Thừa hãm hại gia đình của Đổng Vĩnh, khiến Đổng Vĩnh thành nô lệ cho ông Ép Nguyên Bảo cưới Thúy Nương (con gái của huyện lệnh huyện Thiên Thừa) để không bị huyện lệnh đòi tiền bồi thường thanh danh cho Thúy Nương (Nguyên Bảo và Thúy Nương ngủ qua đêm cùng phòng ở Hoan Hỷ Lầu bị mọi người bàn tán) Bị Võ Trạng Nguyên Thượng Quan Hạo Kỳ và huyện lệnh huyện Thiên Thừa buộc trả tự do cho Đổng Vĩnh, bị buộc trả lại nhà cửa, ruộng vườn và Đổng Gia chức phường cho Đổng Vĩnh Sau này ông thay đổi khi tán gia bại sản, bản thân ông bị bán thân bất toại, Phó Nguyên Bảo bắt đầu có hiếu với ông Ông được Đổng Vĩnh bỏ qua chuyện cũ và được Đổng Vĩnh cưu mang Bắt Nguyên Bảo đón Thúy Nương và em trai Thúy Nương cùng về nhà Đổng Vĩnh sinh sống sau khi nghe tin huyện lệnh huyện Thiên Thừa đã bị chém đầu thị chúng |
| Vương Lôi         | Diễn viên Trung Quốc                                       | Lý Mỹ Phụng | Mẹ của Lý Trại Kim, thích đánh bạc Bà chủ của Long Phụng Điếm Hay chia cắt tình cảm giữa Trại Kim và Hạo Kỳ Khi Hạo Kỳ thành đạt, Trại Kim bị ruồng bỏ thì ăn năn, đến cầu xin Hạo Kỳ Bị xe ngựa hất văng và qua đời tại nhà |
| Nghiêm Vĩnh Tuyên | Diễn viên Trung Quốc                                       | Thượng Quan Niệm Tổ | Bà nội của Thượng Quan Hạo Kỳ là người rất khó tính và thường bảo Hạo Kỳ tập trung vào việc học và phản đối chuyện tình cảm giữa anh và Trại Kim Luôn bắt ép Hạo Kỳ phải thành công Sau khi Hạo Kỳ chết thì bà vào Phật tự tu hành |
| Hàn Chí           | Diễn viên Trung Quốc                                       | Lâm An Nhất Bá | Thường xuyên nghe lời huyện lệnh huyện Thiên Thừa và Phó Thiện đi làm điều ác trong huyện Chấp hành giả (người chịu tội thay thế) của huyện lệnh huyện Thiên Thừa và Phó Thiện Được Tiểu Thất, Đổng Vĩnh, Nguyên Bảo, Lý Dũng giúp đỡ nên được minh oan tại công đường Rời huyện Thiên Thừa sang nơi khác sinh sống |
| Lý Du Du          | Diễn viên Trung Quốc                                       | Đại tiên nữ/Đại công chúa | Con gái lớn của Ngọc Hoàng đại đế và Vương Mẫu nương nương |
| Trương Hoan       | Diễn viên Trung Quốc                                       | Tam tiên nữ/Tam công chúa | Con gái thứ ba của Ngọc Hoàng đại đế và Vương Mẫu nương nương |
| Vạn Diễm          | Diễn viên Trung Quốc                                       | Tứ tiển nữ/Tứ công chúa | Con gái thứ tư của Ngọc Hoàng đại đế và Vương Mẫu nương nương Có chiếc gương soi chiếu dưới trần gian để quan sát mọi động thái của Tiểu Thất và Đổng Vĩnh bên dưới trần gian |
| Vương Tinh Luyến  | Diễn viên Trung Quốc                                       | Ngũ tiên nữ/Ngũ công chúa | Con gái thứ năm của Ngọc Hoàng đại đế và Vương Mẫu nương nương |
| Lý Y Linh         | Diễn viên Trung Quốc                                       | Lục tiên nữ/Lục công chúa | Con gái thứ sáu của Ngọc Hoàng đại đế và Vương Mẫu nương nương |
| Triệu Nghị        | Diễn viên Trung Quốc                                       | Nhị lang thần | Thiên đình võ thần Ba lần vâng lệnh Ngọc Hoàng đại đế và Vương Mẫu nương nương xuống huyện Thiên Thừa đánh Đổng Vĩnh bất tỉnh, đưa Tiểu Thất về trời Cuối cùng cảm động trước tình cảm Đổng Vĩnh dành cho Tiểu Thất nên giúp sức cho Đổng Vĩnh bay đến thiên đình Dự lễ thành hôn của Đổng Vĩnh và Tiểu Thất dưới trần gian |
| Trang Cẩn         | Diễn viên Trung Quốc                                       | Quan Âm đại sư | Bồ tát nhân gian Đông Á Ngăn Ngọc Hoàng đại đế thiêu rụi huyện Thiên Thừa (vì Đổng Vĩnh và một số người biết bí mật của thiên đình) Chữa lành vết thương cho Tiểu Thất khi Tiểu Thất bị Hương Tuyết Hải đả thương Siêu độ cho các vong hồn không thể siêu thoát do bị Hương Tuyết Hải moi tim ở huyện Thiên Thừa Dùng lòng từ bi cảm hóa Ly miêu Hương Tuyết Hải, cảm hóa Mã Na Na công chúa Giúp Hương Tuyết Hải thấy được màu sắc thế gian (vì Ly miêu trước giờ chỉ thấy thế giới hai màu đen và trắng) Xóa bỏ sự liên kết sinh mạng giữa Thượng Quan Hạo Kỳ và Hương Tuyết Hải Gián tiếp hồi sinh Lý Trại Kim (khuyên Hương Tuyết Hải làm việc thiện cuối cùng là lấy mạng mình hồi sinh Trại Kim) Hóa phép giúp Đổng Vĩnh, Thượng Quan Hạo Kỳ và Phó Nguyên Bảo có thêm năng lực để đi vào gốc cây Mã Tang Thụ, lên thiên đình Dự lễ thành hôn của Đổng Vĩnh và Tiểu Thất dưới trần gian Khuyên bảo Tiểu Thất vui vẻ chấp nhận kỳ hạn 100 ngày sống với Đổng Vĩnh mà Ngọc Hoàng đại đế ban cho Mang con trai của Tiểu Thất và Đổng Vĩnh xuống trần gian giao cho Đổng Vĩnh nuôi nấng |
| Lục Đinh Vu       | Diễn viên Trung Quốc                                       | Thổ Địa công công | Thần bảo vệ địa phương huyện Thiên Thừa Rất thương Tiểu Thất Sẵn sàng giúp đỡ Tiểu Thất mọi lúc dù có vi phạm thiên quy của thiên đình Chứng nhân xuyên suốt chuyện tình giữa Đổng Vĩnh và Tiểu Thất từ khi đơm hoa đến kết trái Chỉ cách cho Đổng Vĩnh lên thiên đình cứu Tiểu Thất Dự lễ thành hôn của Đổng Vĩnh và Tiểu Thất dưới trần gian |
| Trương Bách Quân  | Diễn viên Trung Quốc                                       | Tài Thần/Thái lão bản | Vâng lệnh Ngọc Hoàng đại đế xuống trần gian, lấy danh là Tài lão bản làm ăn với gia đình của Đổng Vĩnh để trả ơn nuôi dạy cho Thất công chúa Được gia đình Đổng Vĩnh tặng hết khoai lang (địa qua) nên ông hóa phép cho vàng xuất hiện trên đất trồng khoai của gia đình Đổng Vĩnh (Vàng đem làm chuyện tốt thì xuất hiện tiếp, vàng đem làm chuyện xấu sẽ biến thành phân) Bởi số vàng của Tài Thần mà gia đình của Đổng Vĩnh bị huyện lệnh huyện Thiên Thừa hại cho tan nhà, nát cửa |
| Quách Minh Nhĩ    | Diễn viên Trung Quốc                                       | Sư Gia | Người luôn bày kế cho huyện lệnh huyện Thiên Thừa hại người: đổ các tội danh cho Lâm An Nhất Bá, phái người giết quan Tri phủ để bịt đầu mối, hãm hại gia đình Đổng Vĩnh đến tan nhà nát cửa Được Võ Trạng nguyên Thượng Quan Hạo Kỳ tha mạng để sửa đổi làm người tốt Bị quan Tri phủ mới áp giải cùng huyện lệnh huyện Thiên Thừa về kinh thành và bị chém đầu thị chúng cùng huyện lệnh huyện Thiên Thừa |
| Lý Khánh Tường    | Diễn viên Trung Quốc                                       | Cha của Lâm An Nhất Bá | Đến huyện Thiên Thừa thăm Lâm An Nhất Bá, thấy con trai làm việc ở Đổng Gia chức phường của Đổng Vĩnh thì vui mừng Nghe huyện lệnh huyện Thiên Thừa vạch trần tội lỗi của Lâm An Nhất Bá và biết được Lâm An Nhất Bá không hề làm việc ở Đổng Gia chức phường, ông nổi giận, từ con và đi về quê |
| Dương Quang       | Diễn viên Trung Quốc                                       | Hiệu trưởng của Bồi Anh thư viện thuộc huyện Thiên Thừa | Giáo đạo chủ nhiệm, hiệu trưởng của Bồi Anh thư viện thuộc huyện Thiên Thừa Ham tiền của, ham danh lợi |
| Qua Tề Minh       | Diễn viên Trung Quốc                                       | Xà ma | Ma vương của Sinh Mệnh Thụ (cây Sinh Mệnh) tại Tây Vực Lợi dụng mong muốn làm người của Hương Tuyết Hải, bắt Hương Tuyết Hải lấy 50 trái tim của 50 nam nhân tài hoa để tăng sức mạnh cho bản thân hắn, để hắn chống lại Đông phương thiên đình Cuối cùng bị trái tim lương thiện của Hương Tuyết Hải đánh bại, phải về Tây Vực |

## Nhạc trong bộ phim và album soundtrack của bộ phim

### Nhạc trong bộ phim
- Nhạc mở đầu: Chớp mắt đã vạn năm (Nhất nhãn vạn niên) do S.H.E trình bày. Ca khúc thể hiện việc Tiểu Thất trên thiên đình cứ mãi ngóng nhìn xuống huyện Thiên Thừa dù Đổng Vĩnh đã qua đời, hồi tưởng lại ngày xưa vì quá quật cường nên Ngọc Hoàng không thể phản đối lần nữa, Tiểu Thất chớp mắt đã vạn năm, Đổng Vĩnh tái sinh và vẫn còn tình cảm với Tiểu Thất, bao nhiêu kiếp luân hồi tình cảm vẫn bất diệt.
- Nhạc cuối phim: Lệ ngàn năm (Thiên niên lệ) do Tank trình bày. Ca khúc thể hiện sự đau buồn của Đổng Vĩnh khi bị bỏ lại trần gian cô đơn lẻ bóng suốt 80 năm còn lại, luôn muốn gặp Tiểu Thất dù chỉ một lần, sau khi tái sinh Đổng Vĩnh quyến luyến tình cảm với Tiểu Thất, trong những giấc ngủ triền miên luôn thấy Tiểu Thất, nhưng khi tỉnh giấc ảo ảnh lại biến mất.
- Nhạc nền: Sau khi trời sáng (Thiên lương dĩ hậu) do Hồ Ca trình bày. Ca khúc thể hiện tâm trạng của Đổng Vĩnh khi biết rõ Tiểu Thất là tiên nữ, ngày nào đó nàng sẽ về thiên đình mãi mãi, sau khi trời sáng không còn nắm lấy tay nàng, sau khi trời sáng không thể viện lý do gì để giữ nàng ở lại.
- Nhạc nền: Ánh trăng (Nguyệt quang) do Hồ Ca trình bày. Ca khúc thể hiện sự đau buồn của Đổng Vĩnh khi mỗi đêm thắp đèn đường huyện Thiên Thừa để nhớ Tiểu Thất, đường về nhà chỉ một người cất bước, cuối con đường không có ai đợi Đổng Vĩnh nữa, Đổng Vĩnh nhớ lại dưới ánh trăng từng cùng nàng khóc và cười, dưới ánh trăng nàng từng nói nàng yêu Đổng Vĩnh, sóng gió lớn đến đâu Đổng Vĩnh vẩn che chở cho nàng, không để nàng đi.

### Album soundtrack của bộ phim
Nhạc phim Thiên ngoại phi tiên (Thiên ngoại phi tiên điện thị nguyên thanh đới) (The Little Fairy Original Soundtrack) (天外飛仙電視原聲帶) được phát hành vào ngày 10 tháng 2 năm 2006 bởi HIM International Music (华研国际音乐) thuộc Đài Loan. Nó bao gồm 19 ca khúc. Bài hát chủ đề mở đầu là Chớp mắt đã vạn năm của S.H.E, trong khi bài hát chủ đề kết thúc là của TANK có tên Lệ ngàn năm. Trừ Hồ Ca là ca sĩ Trung Quốc, các ca sĩ trình bày các ca khúc còn lại trong album đều là ca sĩ của Đài Loan.
| The Little Fairy Original Soundtrack (天外飛仙電視原聲帶) | The Little Fairy Original Soundtrack (天外飛仙電視原聲帶) | The Little Fairy Original Soundtrack (天外飛仙電視原聲帶) |
| STT                                                       | Nhan đề | Thời lượng                                                |
| --------------------------------------------------------- | --- | --------------------------------------------------------- |
| 1.                                                        | "Chớp mắt đã vạn năm (Nhất nhãn vạn niên) (一眼萬年; One Glance, Ten Thousand Years) - by S.H.E" | 4:29                                                      |
| 2.                                                        | "Lệ ngàn năm (Thiên niên lệ) (千年淚; Tears of a Thousand Years) - by Tank" | 4:20                                                      |
| 3.                                                        | "Sau khi trời sáng (Thiên lương dĩ hậu) (天亮以後; After Dawn) - by Hồ Ca" | 4:22                                                      |
| 4.                                                        | "Lời tiên tri (Dự ngôn) (預言; Prophecy) - by Z-Chen" | 4:40                                                      |
| 5.                                                        | "Kỳ quặc (Cổ linh tinh quái) (古靈精怪; Quirky) - by Ngô Ngải Luân and Lâm Tĩnh" | 4:00                                                      |
| 6.                                                        | "Ánh trăng (Nguyệt quang) (月光; Moonlight) - by Hồ Ca" | 4:19                                                      |
| 7.                                                        | "Mã Tang Thụ - Chớp mắt đã vạn năm (Nhất nhãn vạn niên) diễn tấu khúc (馬桑樹 - 一眼萬年 演奏曲; Coriaria Tree - Instrumental version of One Glance, Ten Thousand Years)"                                                         | 4:31                                                      |
| 8.                                                        | "Chân trời góc biển (Thiên chi nhai hải chi giác) - Lệ ngàn năm (Thiên niên lệ) diễn tấu khúc (天之涯 海之角 - 千年淚 演奏曲; The Edge of the Sky and the Corner of the Sea - Instrumental version of Tears of a Thousand Years)" | 3:29                                                      |
| 9.                                                        | "Tình yêu vĩnh hằng (Vĩnh hằng đích ái) - Chớp mắt đã vạn năm (Nhất nhãn vạn niên) diễn tấu khúc (永恆的愛 - 一眼萬年 演奏曲; Eternal Love - Instrumental version of One Glance, Ten Thousand Years)"                             | 4:27                                                      |
| 10.                                                       | "Ánh sáng mờ dần (Tiêu thệ đích đăng hỏa) - Ánh trăng (Nguyệt quang) diễn tấu khúc (消逝的燈火 - 月光 演奏曲; Fading Light - Instrumental version of Moonlight)"                                                                  | 4:07                                                      |
| 11.                                                       | "Tình yêu vượt qua thiên địa (Ái siêu việt thiên địa) - Lệ ngàn năm (Thiên niên lệ) diễn tấu khúc (愛超越天地 - 千年淚 演奏曲; Love Transcends Heaven and Earth Instrumental version of Tears of a Thousand Years)"               | 3:28                                                      |
| 12.                                                       | "Hạnh phúc của khổ đau (Thống khổ đích hạnh phúc) - Chớp mắt đã vạn năm (Nhất nhãn vạn niên) diễn tấu khúc (痛苦的幸福 - 一眼萬年 演奏曲; Bliss of Pain - Instrumental version of One Glance, Ten Thousand Years)"                | 3:20                                                      |
| 13.                                                       | "Tình yêu tiên phàm (Tiên phàm chi ái) - Phối nhạc (仙凡之愛 - 配樂; Love of Immortal and Mortal - Score)" | 3:28                                                      |
| 14.                                                       | "Trước giờ không có yêu qua ngươi/muội/huynh (Tòng lai một hữu ái qua nễ) - Phối nhạc (從來沒有愛過你 配樂; Never Loved You - Score)"                                                                                             | 4:09                                                      |
| 15.                                                       | "Trời cao như thế nào (Thiên đa cao) - Phối nhạc (天多高 - 配樂; How High Is the Sky - Score)" | 4:12                                                      |
| 16.                                                       | "Vũ điệu cầu vồng (Thái hồng vũ khúc) - Phối nhạc (彩虹舞曲 - 配樂; Rainbow Dance - Score) by Mạch Chấn Hồng" | 2:02                                                      |
| 17.                                                       | "Nhị lang thần - Phối nhạc (二郎神 - 配樂; Erlang Shen - Score)" | 2:32                                                      |
| 18.                                                       | "Một rễ cây (Kí chỉ) - Phối nhạc (棋只 - 配樂; Qi Only - Score)" | 3:04                                                      |
| 19.                                                       | "Tình yêu chưa chết (Tình vị thệ) - Phối nhạc (情未逝 - 配樂; Love Does Not Die - Score)" | 2:43                                                      |
| Tổng thời lượng:                                          | Tổng thời lượng: | 01:11:53                                                  |

## Vấn đề bản quyền của bộ phim
Lúc đầu bộ phim mang các quốc tịch Trung Quốc, Singapore và bản quyền của Đài Loan vì ba hãng phim ba bên cùng hợp tác sản xuất (hãng phim Đường Nhân Thượng Hải đảm nhiệm kỹ xảo và quay ngoại cảnh, hãng Mediacorp Singapore đảm nhiệm khâu kịch bản và hãng HIM International Music Đài Loan đảm nhiệm khâu nhạc phim và soundtrack của bộ phim). Tuy nhiên bên Trung Quốc sau khi phát sóng bộ phim này vào lúc 20h00 từ ngày 16 tháng 1 năm 2006 đến ngày 9 tháng 3 năm 2006 (từ thứ hai đến thứ sáu hàng tuần) thì đã rút quốc tịch Trung Quốc khỏi bộ phim. Bản phát sóng ở Trung Quốc có thay đổi cho khác với bản phát sóng tại Đài Loan và Singapore:
- Thêm phần độc thoại nội tâm cho Tiểu Thất (do diễn viên lồng tiếng cho vai Tiểu Thất là Hoàng Di Tình thực hiện, bản thân Lâm Y Thần khi diễn vai Tiểu Thất không thoại những câu này) khi Mã Na Na công chúa gọt táo để xem mặt phu quân tương lai. Thông qua lời độc thoại nội tâm đó, người xem sẽ nghĩ rằng Tiểu Thất hóa phép để Mã Na Na thấy hình ảnh Đổng Vĩnh trong gương, coi Đổng Vĩnh là phu quân tương lai của Mã Na Na (bản phát sóng tại Đài Loan và Singapore thì không có phần độc thoại nội tâm này, chỉ là biểu hiện lo lắng của Tiểu Thất khi hình ảnh Đổng Vĩnh hiện lên trong gương - do Thiên đình sắp đặt từ trước, không phải do Tiểu Thất hóa phép). Thêm phần độc thoại nội tâm cho Tiểu Thất khi Tiểu Thất gọt táo thất bại để thể hiện rằng Tiểu Thất cố ý như vậy (bản phát sóng tại Đài Loan và Singapore cũng không có phần độc thoại nội tâm này, Tiểu Thất cố gắng gọt táo nhưng bị thất bạivdo Thiên đình đã sắp xếp).
- Cắt bỏ đoạn kết có hậu Tiểu Thất và nhân dạng hiện tại của Đổng Vĩnh gặp nhau trên đường phố Thượng Hải năm 2004, bản đó đã kết thúc ngay thời điểm Đổng Vĩnh qua đời vào thời Đông Hán (làm cho người xem ở Trung Quốc nghĩ rằng kết thúc bộ phim thì nam nữ chính không đến được với nhau), tuy nhiên bản phát hành DVD vẫn còn đoạn kết có hậu này.

Bộ phim sau khi được phát sóng tại Đài Loan vào lúc 17h30 từ ngày 25 tháng 1 năm 2006 đến ngày 28 tháng 6 năm 2006 (ngày thứ tư hàng tuần) thì không còn được phát sóng lần nào nữa tại Đài Loan (do các vai diễn của các diễn viên Đài Loan trong phim là Lâm Y Thần, Đậu Trí Khổng và Ổ Sảnh Sảnh đều bị lồng tiếng lại khiến cho các nhân vật phát âm chuẩn như tiếng phổ thông của Trung Quốc). Và Đài Loan cũng rút bản quyền khỏi bộ phim này những vẫn giữ bản quyền các ca khúc trong bộ phim.
Bộ phim phát sóng tại Singapore vào lúc 17h00 từ ngày 15 tháng 12 năm 2007 đến 13 tháng 4 năm 2008 (từ thứ bảy và chủ nhật hàng tuần, trừ các ngày lễ, Tết không phát sóng). Bộ phim Thiên ngoại phi tiên hiện nay chỉ còn mang quốc tịch Singapore.
Công chúng Trung Quốc và Đài Loan ngày nay luôn nghĩ rằng Hồ Ca và Lâm Y Thần và dàn diễn viên Trung Quốc, Đài Loan phải sang Singapore để quay bộ phim này, và họ không thừa nhận bộ phim này là của Trung Quốc và Đài Loan. Thực tế, khi nhắc đến bộ phim của Hồ Ca và Lâm Y Thần, công chúng Trung Quốc chỉ nhắc đến Anh hùng xạ điêu 2008, hiếm khi nhắc đến Thiên ngoại phi tiên 2006 này.

## Sau khi bộ phim phát sóng
Hồ Ca và Lâm Y Thần được khán giả châu Á đánh giá rất cao và họ tiếp tục được mời tham gia vào bộ phim Anh hùng xạ điêu 2008 (với Hồ Ca vai Quách Tĩnh và Lâm Y Thần vai Hoàng Dung). Các diễn viên Từ Cẩm Giang, Triệu Nghị, Hàn Chí, Quách Minh Nhĩ, Đặng Lập Dân,  Trương Bách Quân và Lý Khánh Tường của Thiên ngoại phi tiên 2006 này cũng tái ngộ với Hồ Ca và Lâm Y Thần trong bộ phim Anh hùng xạ điêu 2008 (với Từ Cẩm Giang vai Âu Dương Phong, Triệu Nghị vai Khưu Xứ Cơ, Hàn Chí vai Nam Hy Nhân, Quách Minh Nhĩ vai Hàn Bảo Câu, Đặng Lập Dân vai Kha Trấn Ác, Trương Bách Quân vai Lỗ Hữu Cước và Lý Khánh Tường vai Linh Trí thượng nhân).
Đậu Trí Khổng cũng được nổi tiếng sau bộ phim Thiên ngoại phi tiên 2006 này và được mời vào vai Viên Thừa Chí trong bộ phim Bích Huyết Kiếm 2007.